# Víktor Sochava
Víktor Borísovich Sochava (en ruso: Виктор Борисович Сочава) o V. B. Soczava (1905 - 1978) fue un geógrafo, botánico y curador ruso. Trabajó como científico del paisaje y fue fundador de la escuela de geografía da Siberia. Sobre la base de la Teoría de sistemas, propuso la Teoría del Geosistema como una reformulación de las teorías del paisaje.

## Vida académica
En 1921 ingresó al Instituto de Agricultura de Petrogrado, donde mantuvo contacto con Vladímir Sukachov y Vladímir Leóntievich Komarov, biogeógrafos rusos que influyeron bastante su trabajo En 1925 fue nombrado asistente del departamento de Ecología y Geografía del Instituto de Agricultura de Petrogrado.
Entre 1926 y 1938 realizó numerosas expediciones, entre otras al Ural polar, Chukotka, Kolymá, Primorie y Amur. Trabajó como jefe de equipos de campo y gestor de los setores de Geobotánica y Alimentos del Instituto de Cría de Renos del Ártico.
En 1935 obtuvo el Doctorado en Ciencias Biológicas. Entre 1938 y 1942 fue profesor asociado del Departamento de Geobotánica de la Universidad Estatal de San Petersburgo. Entre 1928 y 1950 fue profesor conferencista en el Instituto A. I. Herzen de Pedagogía de Leningrado, del cual llegó a ser posteriormente jefe de departamento.
En 1955 fue uno de los firmantes de la "carta de los trescientos", que solicitó al gobierno de la URSS sustituir a Trofim Lysenko como director de Ciencias Agrarias de la Academia de Ciencias de la URSS.
En 1959 fue nombrado director del Instituto de Geografía de Sibéria y el Extremo Oriente de la URSS (actualmente Instituto Víctor B. Sochava de Geografía de Siberia), en Irkutsk, cargo en que permaneció hasta 1976. En 1968 fue nombrado académico de la Academia de Ciencias da URSS. Pasó los últimos años de su vida (1976-1978) en Komarovo, donde formuló la Teoría del Geosistema y escribió su libro Introducción a la Teoría de los Geosistemas, publicado poco antes de su muerte.

## Algunas publicaciones
- 1978 Введение в учение о геосистемах (Introducción al Estudio de los Geosistemas). Новосибирск: Наука.
- 1956. "Горные дубовые леса" (Bosques de roble de montaña). En Растительный покров СССР: Пояснительный текст к "Геоботанической карте СССР," м. 1:4000000 (Rastitel'nyi Pokrov SSSR: Poyasnitel'nyi Tekst k "Geobotanicheskoi Karte SSSR", M. 1: 4000000)
- 1933. "Tundren des Anabaraf lussbeckens". Izvestla Soc. Geog. 65 ( 4): 340-364
- La abreviatura «Soczava» se emplea para indicar a Víktor Sochava como autoridad en la descripción y clasificación científica de los vegetales.[1]